# 张蕴钰
张蕴钰（1917年—2008年），男，直隶（今河北）赞皇人，中华人民共和国军事人物，中国人民解放军少将，中华人民共和国第一任核司令。